# فرودگاه دریک بی
فرودگاه دریک بی (به انگلیسی: Drake Bay Airport) یک فرودگاه همگانی با کد یاتا DRK است که یک باند فرود آسفالت دارد و طول باند آن ۷۵۰ متر است. این فرودگاه در کشور کاستاریکا قرار دارد و در ارتفاع ۴ متری از سطح دریا واقع شده‌است.